# Johann Friedrich Leybold
Pour les articles homonymes, voir Leybold.

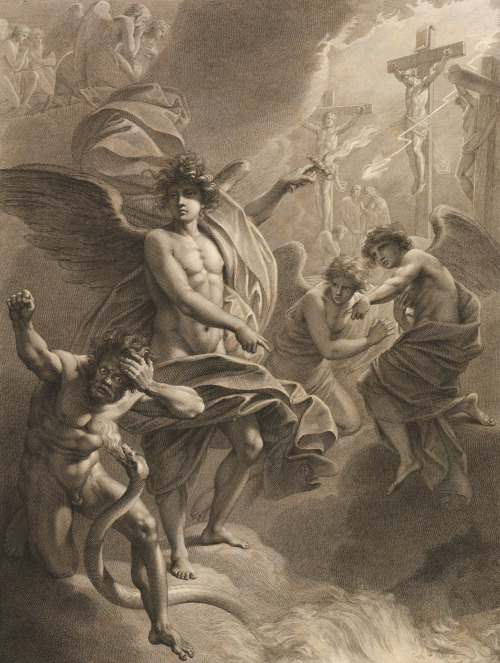
Messias de Klopstock, Canto 9, d'après Heinrich Füger

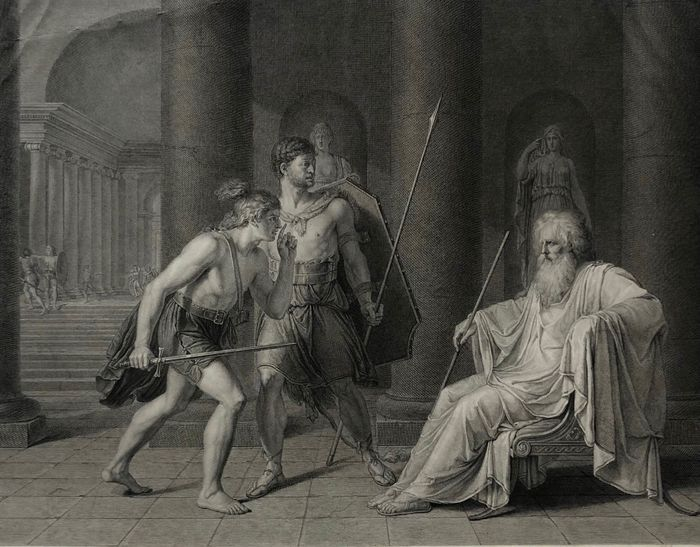
Décès du consul Papirius, d'après Philipp Friedrich von Hetsch

Johann Friedrich Leybold, né le 18 juin 1755 à Stuttgart et mort le 13 novembre 1838 à Vienne, est un peintre miniaturiste et graveur sur cuivre wurtembergeois.

## Biographie
Johann Friedrich Leybold naît le 18 juin 1755 à Stuttgart.
Il est le fils d'un maître boulanger. En tant que jeune employé de la manufacture de porcelaine de Ludwigsburg, ses supérieurs remarquent ses talents artistiques et recommandent à son père de lui permettre de prendre des cours de dessin. Il accepte et commence ses études avec un sculpteur local, puis fréquente une école d'art à Stuttgart. Ensuite, avec deux autres étudiants, il travaille avec le stucateur la cour, décorant le château de Solitude. En 1770, tous trois sont acceptés dans la nouvelle école de peinture militaire. En 1773, l'école de peinture s'agrandit et devient l'Académie militaire. L'année suivante, une école de gravure sur cuivre est ajoutée et Johann Gotthard von Müller en est nommé directeur. Johann Friedrich Leybold devient son premier élève et, plus tard, son assistant.
Il est nommé graveur de la cour en 1781 et, plutôt que d'étudier à l'étranger, il reste à Stuttgart. Malgré cette nomination, sa principale source de revenus semble être la peinture de portraits miniatures.
En 1789, il obtient un poste de professeur de dessin et de modelage à la Hohe Karlsschule, une ramification de l'Académie militaire. Cependant, à la mort du duc Charles Eugène, en 1793, tous ceux qui sont employés par lui perdent leur emploi. Johann Friedrich Leybold reçoit la promesse qu'il sera finalement réintégré, mais il n'en est rien. En 1797, il est nommé graveur de la cour de Saxe-Cobourg,  mais comme il ne gagne pas beaucoup d'argent, il s'installe à Vienne en 1798.
Au cours des cinq années suivantes, il subvient à nouveau à ses besoins et à ceux de sa famille en tant que miniaturiste. Lorsque son fils, Karl, devient assez âgé pour aider à subvenir à ses besoins, il se remet à la gravure et achève plusieurs projets qu'il avait commencés des années auparavant, dont une Mort de Marc Antoine, d'après un tableau de Karl Kaspar Pitz, et une Mort du Consul Papirius, d'après Philipp Friedrich von Hetsch. Ces œuvres l'aident à faire la connaissance de Heinrich Füger, directeur de la galerie Belvedere, qui lui commande plusieurs illustrations pour Der Messias, de Friedrich Gottlieb Klopstock.
En 1812, après la mort de Jacob Matthias Schmutzer, ancien directeur de l'Académie de gravure sur cuivre, Johann Friedrich Leybold devient le graveur sur cuivre de la Cour de Vienne. Peu de temps après, il est nommé professeur à l'école de gravure sur cuivre et devient membre du Conseil académique.
Quatre de ses fils deviennent également artistes : Karl Jakob Theodor, Eduard Friedrich, Heinrich Gustav Adolf et Rudolf Moritz.